# كانغ لينغ
كانغ لينغ (بالصينية: 凌康) هو سائق سيارة سباق صيني، ولد في 14 مارس 1997 في جيانغسو في الصين.

## روابط خارجية
- كانغ لينغ على موقع DriverDB.com (الإنجليزية)